# Kamiokita
La kamiokita és un mineral de la classe dels òxids que pertany i dona nom al grup de la kamiokita. Rep el seu nom per la seva localitat tipus, la mina Kamioka, a la regió de Chubu, al Japó.

## Característiques
La kamiokita és un òxid de fórmula química Fe₂Mo₃O₈. Va ser aprovada com a espècie vàlida per l'Associació Mineralògica Internacional l'any 1975. Cristal·litza en el sistema hexagonal. És un mineral isostructural amb l'iseïta, de la qual és el seu anàleg amb ferro, juntament amb la majindeïta. La seva duresa a l'escala de Mohs és 4,5.
Segons la classificació de Nickel-Strunz, la kamiokita pertany a «04.CB: Òxids amb proporció metall:oxigen = 2:3, 3:5, i similars, amb cations de mida mitja» juntament amb els següents minerals: brizziïta, corindó, ecandrewsita, eskolaïta, geikielita, hematites, ilmenita, karelianita, melanostibita, pirofanita, akimotoïta, auroantimonita, romanita, tistarita, avicennita, bixbyita, armalcolita, pseudobrookita, mongshanita, zincohögbomita-2N2S, zincohögbomita-2N6S, magnesiohögbomita-6N6S, magnesiohögbomita-2N3S, magnesiohögbomita-2N2S, ferrohögbomita-6N12S, pseudorútil, kleberita, berdesinskiita, oxivanita, olkhonskita, schreyerita, nolanita, rinmanita, iseïta, majindeïta, claudetita, estibioclaudetita, arsenolita, senarmontita, valentinita, bismita, esferobismoïta, sil·lenita, kyzylkumita i tietaiyangita.

## Formació i jaciments
Va ser descoberta l'any 1975 al dipòsit de Tochibora de la mina Kamioka, a la ciutat d'Hida, prefectura de Gifu (Chubu, Japó). També ha estat descrita a l'estat de Michigan (Estats Units), a l'estat de Chihuahua (Mèxic) i a la Regió d'Ústí nad Labem (República Txeca).